# Fido Dido
Fido Dido — мультипликационный персонаж, созданный Джоанной Ферроне и Сью Роуз. Впервые Роуз придумала этого персонажа в 1985 году, нарисовав его на салфетке в ресторане. В 1987 году права на Fido Dido приобрела компания PepsiCo, но этот персонаж ничем не привлекал к себе внимание масс до тех пор, пока в начале 1990-х годов не стал появляться на многочисленных товарах, особенно — на бумаге для печатающих устройств. Позднее, он, как талисман торговой марки, был заменён другим персонажем — Cool Spot. Fido Dido вновь появился весной 2004 года и до сих пор изображается на бутылках и для рекламы 7 Up в странах, расположенных на шести континентах.
Права на Fido Dido были приобретены компанией PepsiCo для того, чтобы продвигать свои торговые марки 7 Up и Slice на рынках за пределами США; права на 7 Up, продукт компании Dr Pepper Snapple Group, были приобретены компанией PepsiCo для его производства и распространения на рынках за пределами США. Fido Dido также использовался компанией PepsiCo для рекламы её турецкого напитка Fruko. В период с 1990 по 1993 год Fido Dido и его друзья также появлялись в субботних утренних мультфильмах телеканала CBS.
В 1993 году была выпущена компьютерная игра о Fido Dido для Sega Mega Drive, но она не пользовалась большой популярностью, в сравнении с аналогичной игрой про Cool Spot (другого талисмана 7 Up). Также была игра спонсора Neopets с Fido Dido в главной роли.
В начале 1990-х годов в журнале для подростков YM был раздел с историями-комиксами, посвящёнными Fido Dido.